# Eupithecia scalptata
Eupithecia scalptata is een vlinder uit de familie spanners (Geometridae). De wetenschappelijke naam is voor het eerst geldig gepubliceerd in 1885 door Christoph.
De soort komt voor in Europa.